# Ladislav Čáni
Ladislav Čáni es un deportista eslovaco que compitió en piragüismo en la modalidad de eslalon. Ganó una medalla de bronce en el Campeonato Mundial de Piragüismo en Eslalon de 1993, en la prueba de C2 por equipos.

## Palmarés internacional
| Representando a Checoslovaquia |                  |                   |                |
| Campeonato Mundial             |                  |                   |                |
| Año                            | Lugar            | Medalla           | Competición    |
| 1993                           | Mezzana (Italia) | Medalla de bronce | C2 por equipos |